# Cape Canaveral, Florida
Cape Canaveral är en stad (city) i Brevard County, i delstaten Florida, USA. Enligt United States Census Bureau har staden en folkmängd på 9 916 invånare (2011) och en landarea på 6 km².